# منطقة كوهيما
كوهيما رمزها «KO» (بالإنجليزية: Kohima)‏ ، هو تقسيم إداري لدولة الهند تتبع ولاية ناجالاند (بالإنجليزية: Nagaland)‏ ، مركزها هو مدينة كوهيما (بالإنجليزية: Kohima)‏ عدد سكانها حسب تعداد سنة 2001 هو 314,366 ، مساحتها 3,113 كم² وكثافة السكان 101 لكل كم² .

## المناخ
يظهر الجدول التالي التغييرات المناخية على مدار السنة لمنطقة كوهيما:
| البيانات المناخية لـمنطقة كوهيما  | البيانات المناخية لـمنطقة كوهيما | البيانات المناخية لـمنطقة كوهيما | البيانات المناخية لـمنطقة كوهيما | البيانات المناخية لـمنطقة كوهيما | البيانات المناخية لـمنطقة كوهيما | البيانات المناخية لـمنطقة كوهيما | البيانات المناخية لـمنطقة كوهيما | البيانات المناخية لـمنطقة كوهيما | البيانات المناخية لـمنطقة كوهيما | البيانات المناخية لـمنطقة كوهيما | البيانات المناخية لـمنطقة كوهيما | البيانات المناخية لـمنطقة كوهيما | البيانات المناخية لـمنطقة كوهيما |
| الشهر                             | يناير                            | فبراير                           | مارس                             | أبريل                            | مايو                             | يونيو                            | يوليو                            | أغسطس                            | سبتمبر                           | أكتوبر                           | نوفمبر                           | ديسمبر                           | المعدل السنوي                    |
| --------------------------------- | -------------------------------- | -------------------------------- | -------------------------------- | -------------------------------- | -------------------------------- | -------------------------------- | -------------------------------- | -------------------------------- | -------------------------------- | -------------------------------- | -------------------------------- | -------------------------------- | -------------------------------- |
| متوسط درجة الحرارة الكبرى °م (°ف) | 16.6 (61.9)                      | 17.9 (64.2)                      | 22.1 (71.8)                      | 24.1 (75.4)                      | 24.4 (75.9)                      | 24.9 (76.8)                      | 25.0 (77.0)                      | 25.4 (77.7)                      | 25.0 (77.0)                      | 23.4 (74.1)                      | 20.6 (69.1)                      | 17.7 (63.9)                      | 22.2 (72.0)                      |
| متوسط درجة الحرارة الصغرى °م (°ف) | 8.1 (46.6)                       | 9.3 (48.7)                       | 12.7 (54.9)                      | 15.6 (60.1)                      | 16.9 (62.4)                      | 18.1 (64.6)                      | 18.8 (65.8)                      | 18.9 (66.0)                      | 18.1 (64.6)                      | 16.6 (61.9)                      | 13.1 (55.6)                      | 9.4 (48.9)                       | 14.6 (58.3)                      |
| معدل هطول الأمطار مم (إنش)        | 11.7 (0.46)                      | 35.4 (1.39)                      | 47.6 (1.87)                      | 88.7 (3.49)                      | 159.2 (6.27)                     | 333.8 (13.14)                    | 371.8 (14.64)                    | 364.0 (14.33)                    | 250.1 (9.85)                     | 126.0 (4.96)                     | 35.2 (1.39)                      | 7.8 (0.31)                       | 1٬831٫3 (72.1)                   |
| متوسط الأيام الممطرة              | 2                                | 3.9                              | 5.8                              | 12.2                             | 16.9                             | 23.1                             | 24.6                             | 22.9                             | 19.1                             | 10.7                             | 3.6                              | 1.4                              | 146.2                            |
| المصدر: WMO                       |                                  |                                  |                                  |                                  |                                  |                                  |                                  |                                  |                                  |                                  |                                  |                                  |                                  |